# 조명주
조명주(1965년 ~ )은 대한민국의 영화 각본가 겸 텔레비전 드라마 작가이다. 1994년 MBC 베스트극장 《그 날의 분위기》로 텔레비전 드라마 각본가로 데뷔하였다.

## 집필 작품

### 영화
| 연도 | 제목             | 역할 | 감독   | 비고 |
| ---- | ---------------- | ---- | ------ | ---- |
| 2002 | 오버 더 레인보우 | 각본 | 안진우 |      |
| 1999 | 연풍연가         | 각본 | 박대영 |      |
| 1997 | 접속             | 각본 | 장윤현 |      |
| 1996 | 그들만의 세상    | 각본 | 임종재 |      |
| 1991 | 닫힌 교문을 열며 | 각본 | 이재구 |      |

### 텔레비전 드라마
| 연도      | 제목                                     | 방송사 | 유형      | 연출          | 비고                           |
| --------- | ---------------------------------------- | ------ | --------- | ------------- | ------------------------------ |
| 2012-2013 | 전우치                                   | KBS2   | 수목      | 강일수 박진석 | 박대영과 공동 집필             |
| 2011-2012 | 광개토태왕                               | KBS1   | 대하      | 김종선 백상훈 | 장기창 최진영 김주와 공동 집필 |
| 2008      | 아빠 셋 엄마 하나                        | KBS2   | 수목      | 이재상        |                                |
| 2006      | 포도밭 그 사나이                         | KBS2   | 월화      | 박만영 김영조 |                                |
| 2005      | 가을 소나기                              | MBC    | 수목      | 윤재문        |                                |
| 2003      | 내 인생의 콩깍지                         | MBC    | 월화      | 한희 백호민   |                                |
| 2002      | 베스트극장 - 테헤란 연가                 | MBC    | 단막      | 고동선        |                                |
| 2001      | 가을에 만난 남자                         | MBC    | 수목      | 이창순        |                                |
| 2000      | 베스트극장 - 그 남자 황홀하다            | MBC    | 단막      | 오경훈        |                                |
| 2000      | 사랑한다고 말해봤니?                     | MBC    | 특집/단막 | 임화민        |                                |
| 1999      | 안녕 내 사랑                             | MBC    | 수목      | 이창순        |                                |
| 1997      | 베스트극장 - 티타임의 모녀               | MBC    | 단막      | 오경훈        |                                |
| 1997      | 베스트극장 - 유머펀치 무작정 따라하기    | MBC    | 단막      | 오경훈        |                                |
| 1997      | 베스트극장 - 엘리베이터에서 스치다       | MBC    | 단막      | 오경훈        |                                |
| 1996      | 베스트극장 - 냉장고 문을 여는 남자       | MBC    | 단막      | 오경훈        |                                |
| 1994      | 베스트극장 - 엄마는 그 남자를 사랑했을까 | MBC    | 단막      | 안판석        |                                |
| 1994      | 베스트극장 - 그 날의 분위기              | MBC    | 단막      | 강병문        |                                |

## 같이 보기
- 조명주의 텔레비전 드라마 각본 목록